# Brandon Gill
Brandon Gill, né le 26 février 1994 à Clovis au Nouveau-Mexique, est un banquier et homme politique américain. Membre du Parti républicain, il est élu du Texas à la Chambre des représentants des États-Unis depuis 2025.

## Biographie

### Jeunesse et débuts professionnels
Brandon Gill grandit dans un ranch près d'Abilene dans l'ouest du Texas. Il est diplômé de la high school d'Eula dans le comté de Callahan.
Il étudie au Dartmouth College, dont il sort diplômé en 2016. Il y rencontre sa future épouse Danielle, fille de Dinesh D'Souza. 
Après l'université, il travaille comme banquier d'affaires à Wall Street. Fin 2022, il s'installe avec son épouse à Flower Mound au Texas.

### Engagement politique
Brandon Gill acquiert une certaine notoriété dans les milieux conservateurs américains en fondant le D.C. Enquirer, un site d'informations conservateur et favorable à Donald Trump, et en aidant son beau-père Dinesh D'Souza à réaliser le film polémique 2000 Mules. Par ces deux médias, il diffuse sur des thèses non prouvées sur l'élection présidentielle « volée » de 2020.
À l'approche des élections de 2024, Brandon Gill annonce sa candidature à la Chambre des représentants des États-Unis. Il est candidat dans le 26e district du Texas, une circonscription conservatrice au nord de Dallas et Fort Worth qui s'étend sur les comtés de Cooke, Denton et Wise et où le républicain sortant Michael C. Burgess se retire. Soutenu par Donald Trump et Ted Cruz, il remporte la primaire républicaine avec 58,4 % des suffrages, loin devant le juge Scott Armey (fils de Dick Armey) arrivé deuxième à 14,5 % et neuf autres candidats. En novembre 2024, Brandon Gill est élu représentant des États-Unis avec 62,1 % des voix face au démocrate Ernest Lineberger.